# Distretto di Laramarca
Il distretto di Laramarca è uno dei sedici distretti della provincia di Huaytará, in Perù. Si trova nella regione di Huancavelica e si estende su una superficie di 205.05 chilometri quadrati.